# Ânkhtyfy
Ânkhtyfy est un nomarque de la fin de la Première Période intermédiaire, dont l'autorité s'étendait sur tout le sud de l'Égypte, depuis Éléphantine jusqu'aux frontières du nome thébain. 
Dans les conflits civils de cette époque, il est dit qu'il demeure fidèle au roi d'Héracléopolis Magna Néferkarê (Xe dynastie), face à la confédération menée par le souverain de Thèbes (XIe dynastie), Antef Ier, allié au prince de Coptos. 

## Titres et honneurs
Ânkhtyfy détient la double fonction de grand chef (ḥry-tp ˁȝ) du nome d'Edfou et d'Hiéraconpolis, respectivement les deuxième et troisième nomes de Haute-Égypte. S'il est mandaté à Edfou par les rois héracléopolitains de la Xe dynastie pour rétablir l'ordre en succédant à un certain Khouou, un allié de Thèbes, il dispose cependant d'une large autonomie. Les historiens pensent aujourd'hui qu'il aurait pu agir de manière tout à fait indépendante de Héracléopolis. Il cumule les honneurs dans une période qui est clairement décrite comme troublée :
« Le prince et le pacha, le trésorier du roi de Basse-Égypte, l'Ami unique, le prêtre lecteur, le chef de l'armée, le chef des interprètes, le chef des régions montagneuses, le grand chef des nomes d'Edfou et d'Hiérakonpolis, Ânkhtyfy dit :
Horus m'a amené dans le nome d'Edfou pour son plus grand bien, en vue d'y rétablir l'ordre. J'ai agi aussitôt (...). J'ai trouvé le domaine de Khouou inondé comme une réserve de pêche, négligé par celui qui en avait la charge et ruiné par les agissements du misérable. Je fis se réconcilier l'homme et celui qui avait assassiné son père ou qui avait assassiné son frère pour rétablir l'ordre dans le nome d'Edfou (...). »
Le texte autobiographique de la tombe, tend toujours, comme dans la phraséologie royale, à exalter la valeur du défunt :
« J'avais autant le souci du premier que du dernier des hommes. J'étais celui qui trouvait la solution quand elle manquait dans le pays grâce à des décisions avisées, et ma parole sut être habile et mon courage ferme le jour où il fallut fédérer les trois nomes. C'est que moi, je suis un brave qui n'a pas son semblable, un homme qui sut parler librement à un moment où les gens se taisaient, le jour où il fallut semer la crainte, alors que la Haute-Égypte était dans le silence (...). »

## Guerre contre Thèbes

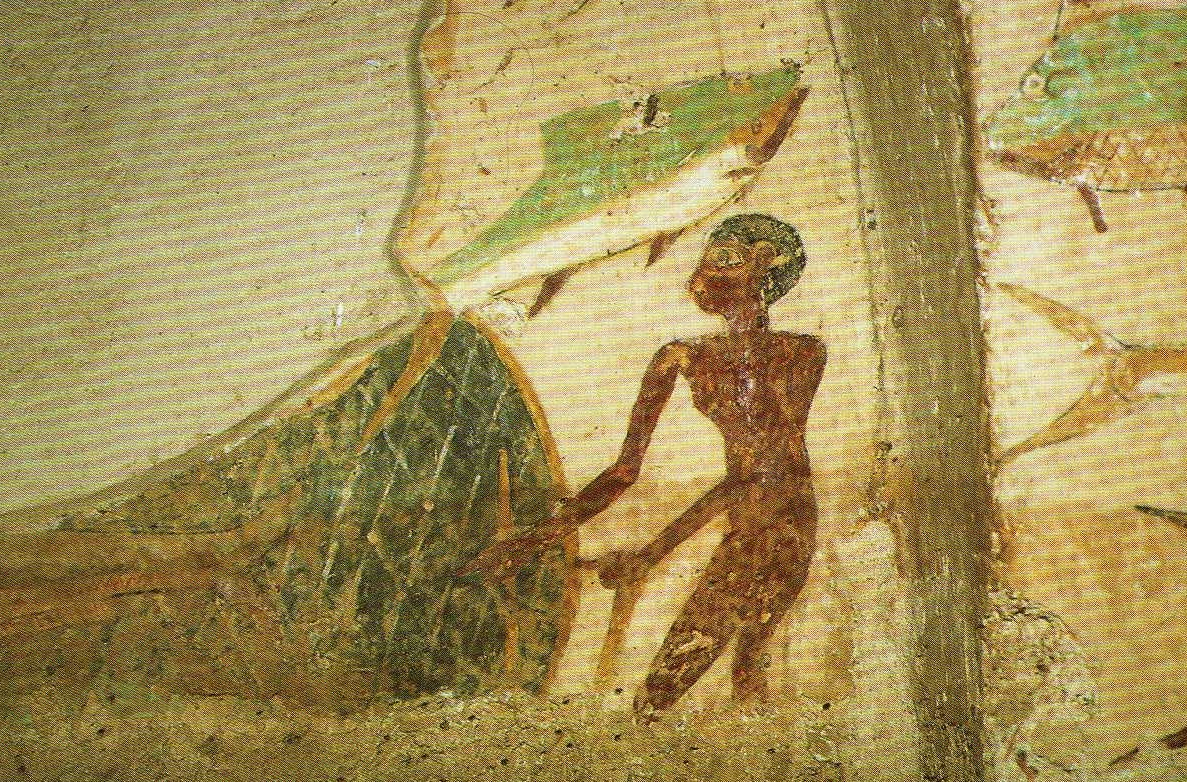
Scène de pêche de la tombe d’Ânkhtyfy

Son influence s'étend donc sur tout le Sud du pays, incluant le nome d'Éléphantine, premier nome de Haute-Égypte, qu'il approvisionne durant les temps de famine, jusqu'aux frontières de la région thébaine, où il porte la guerre.
Il semble ainsi qu'Ânkhtyfy ait surtout, allié au nomarque Hotep, combattu ses voisins du nord, les princes thébains, dont le territoire n'était pas encore étendu, et la longue biographie de sa tombe rapporte son offensive au cœur de la région thébaine :
« Le général d'Ermant vint me dire “Viens donc, ô brave ! Descends le courant jusqu'aux forteresses d'Ermant !” J'ai donc descendu le courant (...) et j'ai constaté que toutes les forces de Thèbes et de Coptos avaient pris d'assaut les forteresses d'Ermant (...) J'abordai sur la rive occidentale du nome de Thèbes (...). Mes troupes d'élites cherchèrent le combat (...) mais personne n'osait sortir par crainte d'elles (...). »
Il est possible que ces combats n'aient pas vu de victoire décisive de l'un des camps, car Ânkhtyfy, après avoir rapporté la fuite des thébains devant son armée, fait directement référence à la famine qui sévissait à cette époque :
« La Haute-Égypte mourait de faim, et chacun en était arrivé à manger ses propres enfants. Moi, j'ai refusé que l'on mourût de faim dans ce nome. J'ai accordé un prêt de grain à la Haute-Égypte et donné au Nord du grain de Haute-Égypte. Et je ne sache pas qu'une chose pareille ait jamais été faite par les nomarques qui m'ont précédés (...). »
— Inscriptions : Vandier, 1950, 161-242
À la mort d'Ânkhtyfy, on sait que le Sud tomba finalement, ou se rallia au roi de Thèbes. Ce dernier put dès lors concentrer ses forces contre celles de son rival du nord, amorçant la future unification du pays.

## Sépulture
Ânkhtyfy est enterré à Hefat (aujourd'hui El Mo'alla, sur la rive est, face à Gebelein). Les représentations dans sa tombe apportent de précieuses informations sur sa carrière.